# Dennstaedtia novae
Dennstaedtia novae là một loài dương xỉ trong họ Dennstaedtiaceae. Loài này được Zelandiae Keys. mô tả khoa học đầu tiên năm 1873.
Danh pháp khoa học của loài này chưa được làm sáng tỏ. 